# Didymodon contortus
Didymodon contortus är en bladmossart som beskrevs av Theodor Carl Karl Julius Herzog 1916. Didymodon contortus ingår i släktet lansmossor, och familjen Pottiaceae. Inga underarter finns listade i Catalogue of Life.